# Abdi Mohamed Ahmed
Abdi Mohamed Ahmed (født 30. december 1962 i Kismaayo, Somalia), populært AbdiXaaq, er en tidligere somalisk målmand. Han spillede hele sin karriere hos Kismaayo FC i Somalia 1978-1988. Han har også spillet på Somalias fodboldlandshold.